# 4177 Kohman
A 4177 Kohman (ideiglenes jelöléssel 1987 SS1) egy kisbolygó a Naprendszerben. Edward L. G. Bowell fedezte fel 1987. szeptember 21-én.